# James Skinner
James Skinner (né en 1778 à Calcutta (Inde) et mort le 4 décembre 1841 à Hansi, Haryana (Inde) est un aventurier militaire anglo-indien. Connu comme Sikander Sahib il organisa un régiment de cavalerie dont l’histoire est glorieuse et qui existe encore dans l’armée indienne sous le nom de Skinner’s horses.

## Jeunesse
Né à Calcutta de mère rajpoute et de père écossais, officier dans l’armée de la Compagnie britannique des Indes orientales, James Skinner est réfractaire à toute éducation traditionnelle. Perdant sa mère alors qu’il a douze ans il est d’abord apprenti dans une imprimerie. Il fait le mur. On tente ensuite de le former à être fonctionnaire aux écritures dans un bureau légal. Il prend la fuite. 

## Carrière

### Au service de Boigne et des Marathes
Vers 1794 - il a à peine 16 ans -  Skinner rejoint la milice de l’aventurier militaire français Benoît de Boigne, alors commandant en chef de l’armée marathe du maharaja de Gwalior, Scindia. C’est l’époque des officiers européens qui tentent leur chance auprès de royaumes indiens encore largement indépendants (les Français Pierre Cuillier-Perron et Benoît de Boigne, l’Irlandais George Thomas (en), le Luxembourgeois Walter Reinhart, et d’autres). 
Skinner se fait remarquer pour son courage sur le champ de bataille, et montant dans la hiérarchie militaire son sens de la stratégie et du commandement militaire. Il manie aussi bien l’arc que le sabre et la lance. 
En janvier 1800 Skinner est gravement blessé à la bataille de Uniara, lors de la première guerre anglo-marathe : il est laissé pour mort sur le champ de bataille. Incapable de se relever, entouré de cadavres et menacé par les chacals, Skinner fait le vœu, s’il en réchappe, de construire une église, comme expression de gratitude envers Dieu. Le lendemain de la deuxième nuit il est secouru par une vieille femme venue apporter du pain et de l’eau aux blessés encore en vie. Skinner lui en restera reconnaissant toute sa vie, lui assurant un soutien matériel et la considérant comme ‘sa seconde mère’.

### Au service de l’armée britannique des Indes
Lorsque Perron prend la succession de Boigne auprès des Sindhia, Skinner est écarté. Il entre alors au service de la nouvelle armée britannique des Indes (1803), sous le commandement de Lord Lake. Il lève son propre régiment (irrégulier) de cavalerie qu’on appellera les Skinner’s horses ou les Yellow Boys en raison de la couleur de leur uniforme. À la tête de son régiment de cavalerie légère Skinner est de toutes les batailles de la seconde guerre anglo-marathe. Il participe entre autres au siège de Bharatpur. La réputation des ‘Skinners’ horses’ est grande. Skinner obtient un jagir à Hansi (Haryana), c'est-à-dire un titre de propriété terrienne qui le fait pratiquement souverain de Hansi et lui apporte un revenu annuel considérable.
Il établit son quartier général à Hansi et continue à servir  - indépendamment - l’armée des Indes. Il en est fait malgré tout Lieutenant-colonel en 1828 et Compagnon de l'Ordre du Bain en 1826. Son prestige personnel est très grand et il restera commandant du régiment des 'Skinners’ horses’ jusqu’à sa mort, même si ses activités se tournent de plus en plus vers l’accroissement et la gestion de ses biens fonciers.

## Église Saint-Jacques

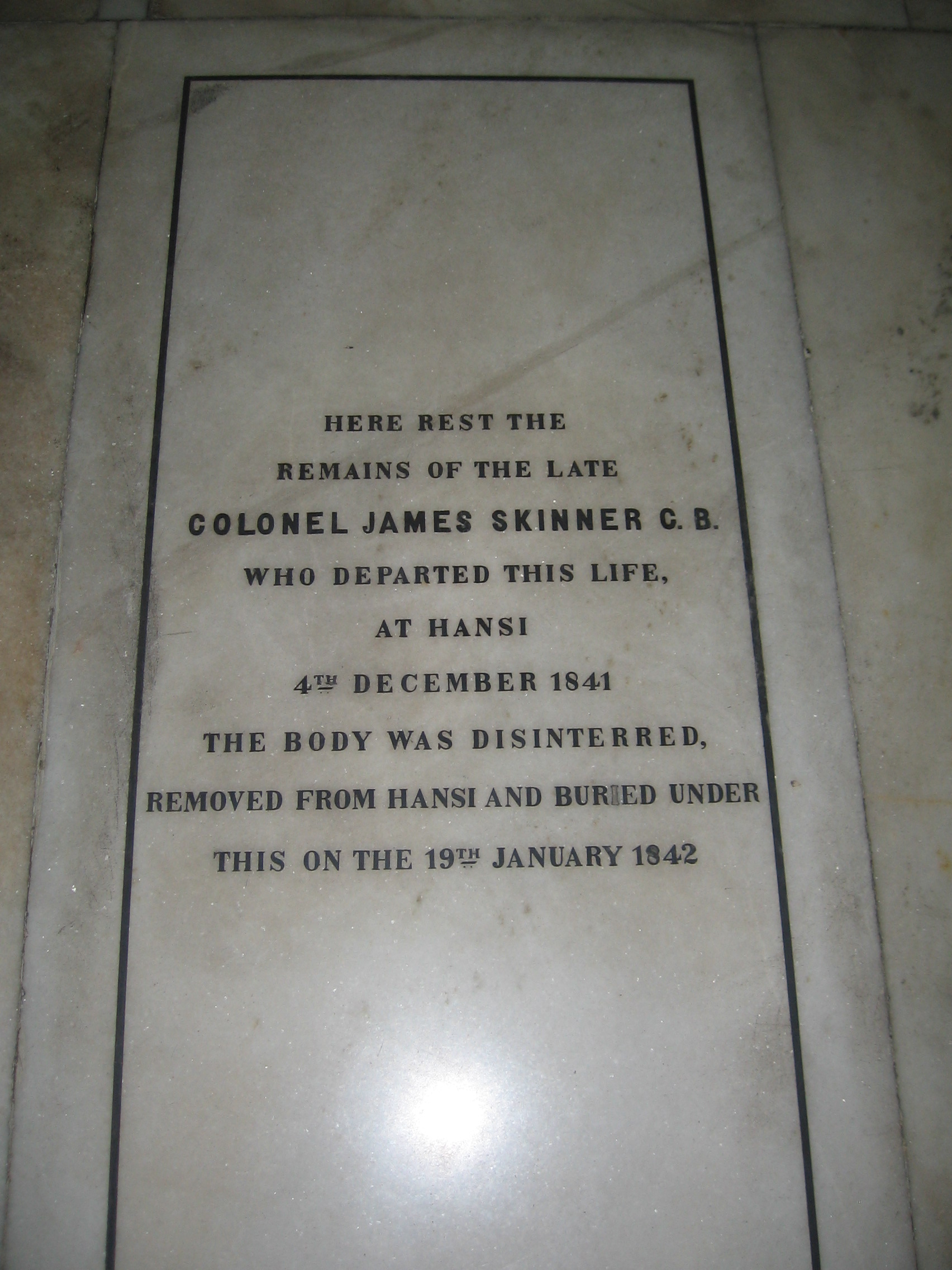
La tombe de James Skinner, à Saint-Jacques, Delhi

Outre son palais à Hansi Skinner acquiert un bungalow près de la porte du Cachemire dans la partie anglaise de Delhi. C’est là également qu’il acquitte son vœu de 1800. Il choisit personnellement l’endroit où construire l’église. L’église Saint-Jacques est construite entièrement à ses frais (et est ainsi connue également sous le nom de Skinner’s Church). Il en suit personnellement l’édification. Les travaux durent de 1826 à 1836. Elle est consacrée en 1836 par l’évêque anglican de Calcutta, Daniel Wilson.
James Skinner meurt le 4 décembre 1841 à Hansi (Haryana). Il est d’abord enterré dans le cimetière militaire de Hansi. 40 jours plus tard (19 janvier 1842) son corps est ramené à Delhi escorté par 200 cavaliers de son régiment des Skinners’ horses et solennellement placé dans un caveau sous l’autel de l’église Saint-Jacques. De nombreux membres de sa famille - il aurait eu quatorze femmes - sont enterrés dans un enclos situé immédiatement au nord de l’église.

## Décoration
- Ordre du Bain